# یونجالو (نمین)
یونجالو روستایی است که در استان اردبیل، شهرستان نمین، بخش ویلکیج، دهستان ویلکیج مرکزی قرار دارد.

## تاریخچه روستای یونجالو
روستای یونجالو در ۲۵ کیلومتری استان اردبیل از توابع شهرستان نمین بخش ویلکیج مرکزی قرار دارد حدود ۲۰۰ خانوار جمعیت دارد. براساس سرشماری عمومی نفوس و مسکن توسط اداره آمار کشور در سال ۱۳۹۵ جمعیت روستا ۵۴۵ نفر اعلام شده‌است. راه ارتباطی روستا به استان اردبیل، شهرستان‌های نمین، ویلیکج و سایر روستاهای هم جوار آسفالت شده‌است. این روستا درحدود پنج کیلومتری جنگل فندقلو ویلکیج و پنج کیلومتری سد سقزچی قرار دارد. آب‌های جاری از کوه‌های اطراف سد سقزچی بخشی از آب کشاورزی روستا را تأمین می‌کند بقیه آب مورد نیاز کشاورزی از چاه‌های عمیق تأمین می‌شود.
از حدود پنجاه سال پیش بیشتر اهالی به دلایل مختلف مهاجرت کرده‌اند. تعداد خانوارهای مهاجرت کرده به استان اردبیل بیشتر از جمعیت خود روستا می‌باشد. شغل اکثریت ساکنین کشاورزی و دامداری می‌باشد.
مردم این روستا دارای فرهنگی عاشورایی می‌باشند و همه ساله مراسم دههٔ محرم، تاسوعا، عاشورا و اربعین حسینی و سایر مراسمات مذهبی به صورت مرتب برگزار می‌گردد. به جهت فرهنگ عاشورایی؛ این روستا دو شهید بزرگوار شهید کریمی و منصوری را تقدیم اسلام و نظام مقدس جمهوری اسلامی کرده‌است.
روستای یونجالو افراد متخصص و متعهد بسیاری را در انواع رشته‌های پزشکی، مهندسی، قضایی و مدیریتی در خود پرورش داده که در سطوح بالای مدیریت استانی و کشوری خدمت کرده و هم‌اکنون در حال خدمت هستند که به عنوان نمونه مهندس رضا کریمی نماینده اردبیل در مجلس شورای اسلامی، حاج اصلان کریمی مدیر امور شعب بانکهای ملی استان تهران، دکتر رضایت پرویزی فوق تخصص جراحی قلب و عروق در بیمارستان شهید مدنی تبریز، حاج عباس کریمی معاون امور هماهنگی استانداری اردبیل، خانم ژیلا و مهندس افشین مصطفایی شاغل در خانه بهداشت سرهنگ مصطفی کریمی فرمانده سپاه خلخال، سرهنگ علی کریمی معاون سازمان تبلیغات و نشر آثار دفاع مقدس، حاج حق وردی کریمی رئیس شورای عالی استان اردبیل، دکتر محسن مصطفایی معاون سازمان جهاد کشاورزی استان اردبیل، مهندس حجت مصطفایی معاون فنی سازمان صدا وسیمای استان اردبیل و مهندس سعدالله پورصادق معاون سازمان امور عشایر استان اردبیل، را در کارنامه مدیریتی روستای یونجالو ثبت کرده‌اند و بسیاری از عزیزانی که در حال حاضر در نیروهای مسلح و دستگاهای فرهنگی و آموزشی، پزشکی و قضایی کشور مشغول خدمت بوده و هستند از جمله برادران سپهری کیا، پرویزی، مصطفایی، پرستار، نعمتی، نوری، رضایی و سایر عزیزان دیگر می‌توان یاد برد که همگی از مفاخر روستای یونجالو می‌باشد. نکته و سؤال خیلی مهمی که در این موضوع مطرح می‌شود این است که اگر به عمق این مسئله فکر کنیم روستای یونجالو دقیقاً در حال گذر از طلایی‌ترین دوران تربیت مدیرانی قرار دارد که در بالاترین سطوح مدیریتی استانی و کشوری قرار داشته‌اند و شاید چند ده سال یا اگر اغراق نکرده باشیم احتمالاً یک قرن طول بکشد که روستای یونجالو دوباره مدیرانی در تراز استانی و کشوری در خود پرورش بدهد. حال سؤال این است که آیا مردم اهالی روستا از ظرفیت‌های این عزیزان در جهت توسعه و آبادانی روستا استفاده کرده یا خواهند کرد یا در آینده حسرت این فرصت از دست رفته را خواهند خورد؟

## آثار تاریخی
تپه باستانی یونجالو یکی از آثار ملی ثبت شده ایران در نمین است که قدمت آن مربوط به هزاره یک ق‌م می‌باشد و در تاریخ ۱۳۸۱/۱۱/۱۲ به شماره ثبت ۷۳۹۸ در مجموعه آثار تاریخی ایران ثبت شده‌است. زمان شروع سکونت دقیقاً معلوم نیست ولی شواهدی وجود دارد که نشان می‌دهد از زمان نسبتاً قدیم سکونت به اشکال مختلف وجود داشته‌است. تپه باستانی منجیقلی تپه از آثار قدیمی موجود در این روستا بود که نشان از قدمت بالای چندین صد ساله سکونت در این روستا را می‌دهد.

## جمعیت
بر اساس سرشماری سال ۱۳۸۵ جمعیت این روستا ۸۳۶ نفر با ۱۶۳ خانوار بوده‌است.